# فن إندونيسي

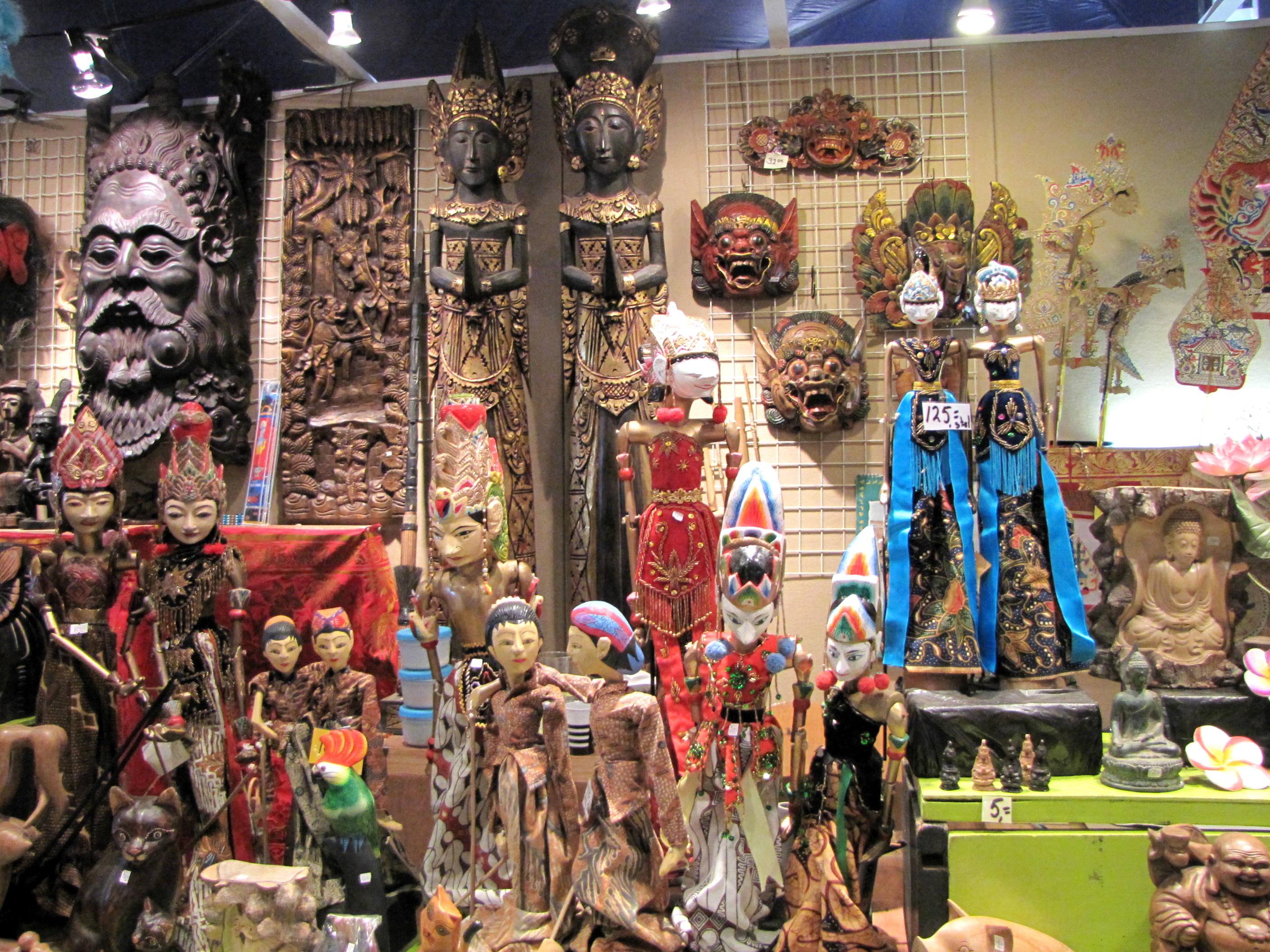

يصعب تحديد وتعريف الفن الإندونيسي نظرًا لأن البلاد متنوعة على نحو كبير للغاية. تتكون أمة الأرخبيل المترامية الأطراف من 17000 جزيرة. نحو 922 من هذه الجزر مأهولة بشكل دائم من قبل أكثر من 300 مجموعة عرقية، تتحدث أكثر من 700 لغة حية.
شهدت إندونيسيا أيضًا تاريخًا طويلًا، إذ تركت كل فترة تاريخية فنونًا مميزة، بدءًا من لوحات الكهوف التي تعود إلى عصور ما قبل التاريخ وتماثيل الجندل لأسلاف وسط سولاوسي، وتقاليد النحت الخشبية القبلية لشعبي توراجا وأسماتن والفن الهندوسي البوذي الرائع للحضارة الجاوية الكلاسيكية التي أنتجت معبدي بوروبودور وبرامبانان، واللوحات والفنون المسرحية الزاهية لبالي، والفنون الإسلامية في آتشيه، وحتى الفنون المعاصرة للفنانين الإندونيسيين المعاصرين. يزيد كل من التنوع في إندونيسيا وتاريخها من التعقيد في تحديد وتعريف الفن الإندونيسي.

## الفنون البصرية

### الرسم
اكتُشفت رسومات الكهوف ما قبل التاريخ في عدد من المواقع في إندونيسيا، كان أبرزها تلك الموجودة في كهوف ماروس ريجنسي في جنوب سولاوسي، وكذلك في تشكيل سانغكوليرانغ- مانغكاليهات كارست في شرق كوتاي وبيراو في كالمنتان الشرقية. تعود رسوم الكهف إلى نحو 10000 قبل الميلاد. تُعد تصاميم الأزهار جزءًا من الثقافة الإندونيسية.
تطور فن الرسم جيدًا في بالي، إذ يشتهر سكانها بفنونهم. بدأت تقاليد اللوحات الفنية البالية باعتبارها سردًا وصفيًا كلاسيكيًا لكاماسان أو وايانغ، وهي مشتقة من الفن الجاوي الشرقي المكتشف على نقوش كاندي الجاوية الشرقية. تشتهر اللوحات البالية التقليدية بفنها المعقد والقوي للغاية، الذي يشبه الفن الشعبي الباروكي مع الموضوعات الاستوائية. تشتهر أوبود وبوتوان في بالي بلوحاتهما. استقر عدد من الرسامين في بالي، وطوروا بدورهم الجزيرة إلى مقاطعة عالمية للفنانين. تُعد اللوحات البالية إما مجموعة مرغوبة أو تذكار للزوار في بالي.
ابتكر رادين صالح اللوحات الإندونيسية الحديثة، وهو رسام عربي جاوي من القرن التاسع عشر اشتهر بأعماله الرومانسية الطبيعية خلال فترة جزر الهند الشرقية الهولندية في إندونيسيا. يُطلق على النوع الشعبي الذي تطور خلال فترة الاستعمار في جزر الهند الشرقية الهولندية اسم مووي إندي (وهي كلمة هولندية بمعنى «جزر الهند الجميلة»)، والذي يصور في الغالب المشاهد الرومانسية في جزر الهند الاستعمارية.
من بين الرسامين الإندونيسيين الذين برزوا في القرن العشرين، باسوكي عبد الله ولي مان فونغ وويليام جان بيتر فان دير دوز وإيدا باغوس مايد ودولاه وأفاندي وميسباتش تامرين وأمروس.